# Ruth Jebet
Ruth Jebet (17 de novembro de 1996) é uma meio-fundista bareinita campeã olímpica e ex-recordista mundial dos 3000 metros com obstáculos.
Nascida no Quênia, começou a competir pelo Barém aos dezesseis anos, em 2013. Com esta idade estreou em competições internacionais com um segundo lugar no Campeonato Árabe de Atletismo de 2013, em Doha, no Qatar; o tempo de 9:52.47 conseguido na prova foi o novo recorde nacional do Barém. Naquele mesmo ano, ao vencer o Campeonato Asiático de Atletismo em 9:40.84 com novo recorde asiático, ela assumiu a primeira posição do ranking da Ásia para o steeplechase. Em 2014, com dezessete anos, ganhou a prova no Campeonato Mundial Júnior de Atletismo em Eugene, Estados Unidos, à frente de duas quenianas e no mesmo ano venceu um meeting em Zurique com novo recorde asiático, 9:20.55, apenas 0.13s atrás do recorde mundial júnior. Sem conseguir medalhar no Mundial de Pequim 2015, em maio de 2016 se tornou a segunda atleta do mundo a correr a prova em menos de nove minutos, vencendo o Prefontaine Classic em Eugene com o tempo de 8:59.97, a apenas 1s do recorde mundial da russa Gulnara Galkina conquistado em Pequim 2008.
No ano seguinte, aos 19 anos, venceu a prova olímpica na Rio 2016, em 8:59.75, então segunda melhor marca do mundo e primeira medalha de ouro olímpica do Barém; doze dias depois, na disputa de etapa de Paris da Diamond League, no Stade de France, quebrou a marca de Galkina com um novo recorde mundial para a prova de 8:52.78. Seu recorde foi quebrado dois anos depois em Mônaco pela queniana Beatrice Chepkoech.
Em março de 2020 ela foi suspensa do esporte por quatro anos por doping, após um de seus testes dar positivo para o hormônio estimulador de células sanguíneas EPO (Eritropoietina), ficando fora dos Jogos Olímpicos de Tóquio 2020.